# Léopold Hélène
Léopold Hélène, né le 16 octobre 1926 au Gosier où il est mort le 9 février 2012,, était un médecin et homme politique français.

## Biographie
Médecin de profession, il est élu maire du Gosier en mars 1965 et succède à Raphaël Luce. La même année, il devient conseiller général dans le canton du Gosier et le demeurera jusqu'en 1985. 
À la suite des élections législatives de juin 1968, il fait son entrée à l'Assemblée nationale et représente la 1re circonscription de la Guadeloupe sous l'étiquette UDR. Il est réélu en mars 1973 mais le scrutin est invalidé. Une élection partielle est organisée quelques mois plus tard et il est battu par l'apparenté communiste Hégésippe Ibéné.
De 1985 à 1993, il est conseiller général du Gosier-1.

## Détail des fonctions et des mandats
Mandats parlementaires
- 30 juin 1968 - 25 octobre 1973 : député de la 1re circonscription de la Guadeloupe[3]

Mandats locaux
- mars 1965 - mars 1989 : maire du Gosier
- 1965 - 1985 : conseiller général du canton du Gosier
- 1985 - 1993 : conseiller général du canton du Gosier-1